# Diaconești, Dâmbovița
Diaconești este o localitate componentă a orașului Pucioasa din județul Dâmbovița, Muntenia, România. În satele Diaconești și Șerbănești au existat și există numeroase familii cu numele Diaconescu. Există ipoteza că localitatea s-a format prin părăsirea vetrei Șerbăneștilor de către unii din Diaconești care au întemeiat această nouă așezare. Satul a fost creat pe fostele proprietăți ale acestor familii. .
În secolul al XIX-lea, satul Diaconești s-a confundat uneori cu satul Șerbănești. Năstase Diaconu a fost cel care a pus bazele așezării Diaconești, la începutul secolului al XIX-lea.